# پائولینو د لا فوئنته
پائولینو د لا فوئنته (انگلیسی: Paulino de la Fuente؛ زادهٔ ۲۷ ژوئن ۱۹۹۷) بازیکن فوتبال است.
از باشگاه‌هایی که در آن بازی کرده‌است می‌توان به باشگاه فوتبال دپورتیوو آلاوس اشاره کرد.